# Yellowstone (rijeka)
Yellowstone (engleski: Yellowstone River) je rijeka u Sjedinjenim Američkim Državama, velika pritoka rijeke Missouri duga 1 114 km.

## Zemljopisne karakteristike
Yellowstone se formira spojanjem rijeka North i South Forks na obroncima Planine Yount u Masivu Absaroka -Wyoming.
Ubrzo nakon toga ulazi u jugoistočni kut Nacionalnog parka Yellowstone, nakon tog teče prema sjeveru u Jezero Yellowstone, a nakon izlaska na sjevernom kraju jezera, obrušava se s visine od 129 m u dva spektakularna slapa i ulazi u veličanstveni yellowstonski - Grand Canyon. Nakon tog rijeka meandrira u pravcu sjevera - sjeverozapada kroz Montanu. 
Kod naselja Miner skreće na sjeveroistok a zatim prema sjeveru na putu do Livingstona. Tu zavija na istok pored Billingsa, gdje teče preko visoravni, tu se savija prema sjeveroistoku i prolazi gradove Miles City i Glendive. Sjeveroistočno od naselja Sidney, izlazi iz Montane u Sjevernu Dakotu. Na kraju svog puta jugozapadno od naselja Williston, uvire u Missouri.
Yellowstone ima porječje veliko oko 181 300 km², koje se proteže kroz tri američke države Wyoming, Montana i Sjeverna Dakota.Najveće pritoke su Bighorn, Tongue i Powder koje također izviru s Masiva Absaroka i rijeka Wind koja izvire s Masiva Bighorn.

## Vanjske poveznice
- Yellowstone River, na portalu Encyclopædia Britannica (engl.)